# Kołbaskowo (gemeente)

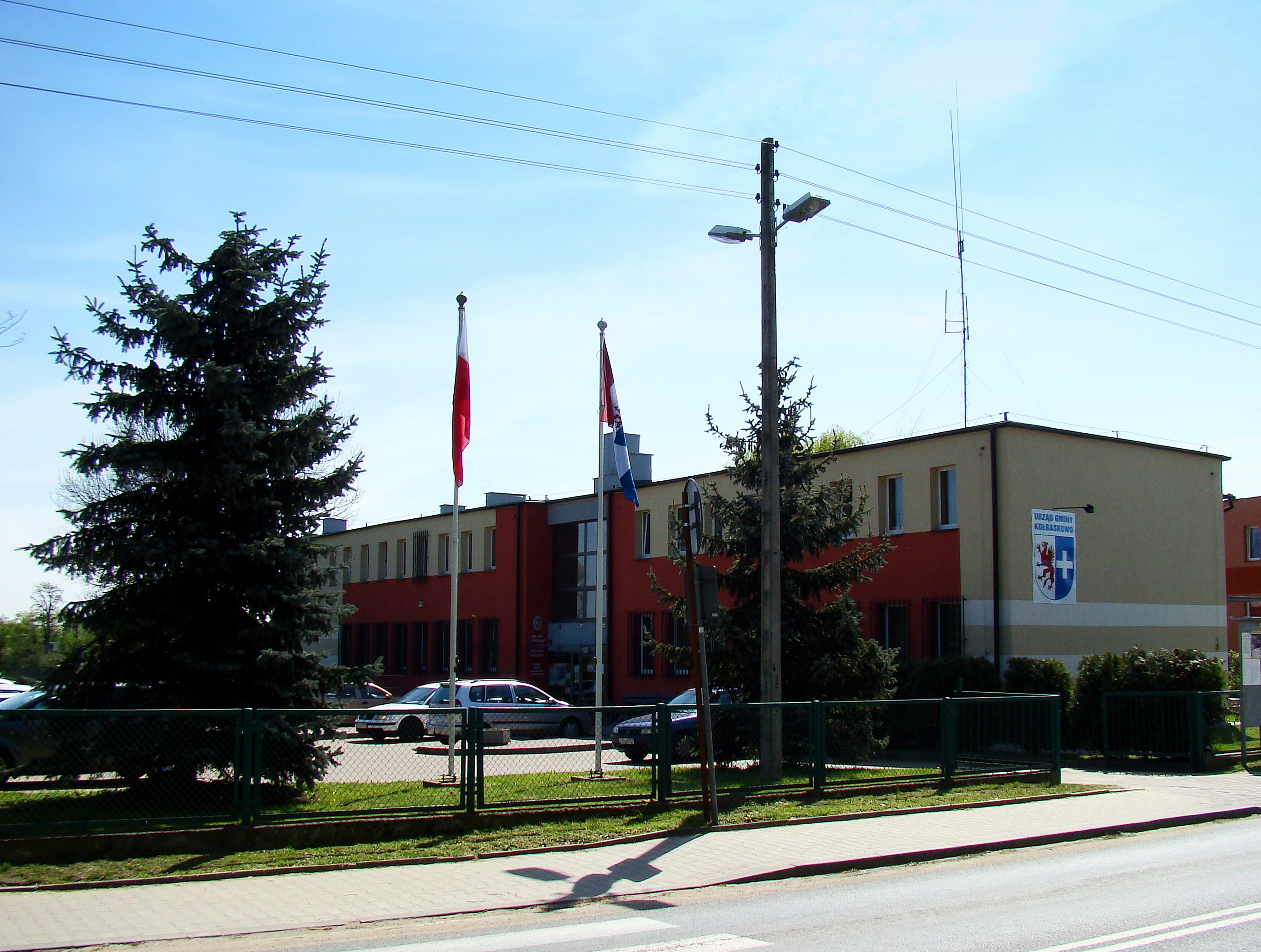
Gemeentehuis

De gemeente Kołbaskowo is een landgemeente in powiat Policki. Aangrenzende gemeenten:
- Szczecin (powiat Grodzki)
- Dobra (powiat Policki)
- Gryfino (powiat Gryfiński)
- Duitsland

De zetel van de gemeente is in dorp Kołbaskowo.
De gemeente beslaat 15,9% van de totale oppervlakte van de powiat.
De gemeente heeft 13,3% van het aantal inwoners van de powiat.

## Plaatsen
- Kołbaskowo (DuitsKolbitzow, dorp)

Administratieve plaatsen (sołectwo) van de gemeente Kołbaskowo:
- Barnisław, Będargowo, Bobolin, Kamieniec, Karwowo, Kurów, Moczyły, Ostoja, Przecław, Siadło Dolne, Siadło Górne, Smolęcin, Stobno, Ustowo en Warzymice.

Zonder de status sołectwo : Kamionki, Pargowo, Przylep, Rajkowo, Rosówek, Smętowice, Warnik.